# Esperanza (Vorname)
Esperanza ist ein weiblicher Vorname, der vor allem in Spanien gebräuchlich ist. Der Name entspricht dem spanischen Wort für Hoffnung.

## Namensträgerinnen
- Esperanza Abad (* 1941), spanische Sängerin, Schauspielerin, Komponistin und Musikpädagogin
- Esperanza Aguirre (* 1952), spanische Politikerin (Partido Popular)
- Esperanza Baur (1920–1961), mexikanische Schauspielerin
- Esperanza López Jiménez (* 1992), spanische Handballspielerin
- Esperanza Martínez (* 1959), paraguayische Politikerin
- Esperanza Spalding (* 1984), US-amerikanische Jazzmusikerin (Bass, Gesang, Komposition)
- Esperanza Spierling (* 1971), zeitgenössische Künstlerin